# It's Time (singolo Imagine Dragons)
It's Time è il singolo di debutto del gruppo statunitense Imagine Dragons, pubblicato il 6 febbraio 2012. È l'unico singolo estratto dall'EP Continued Silence, anche se era stato precedentemente incluso in un EP omonimo pubblicato l'anno precedente. È stato successivamente incluso nel loro album di debutto Night Visions.

## Video musicale
Pubblicato il 17 aprile 2012, il video musicale è stato diretto da Anthony Leonardi e prodotto da Todd Makurath. Nel video sono presenti numerosi effetti speciali, principalmente realizzati da Ian Clemmer.

## Utilizzo nei media
La canzone è presente nel trailer del film del 2013 Noi siamo infinito, con Logan Lerman ed Emma Watson, ispirato al libro Ragazzo da parete.
È stata inoltre utilizzata in uno spot di McDonald's, per la pubblicità del 125º anniversario di National Geographic, ed è stata cantata da Darren Criss nel primo episodio della quarta stagione di Glee.

## Tracce
Download digitale
1. It's Time – 4:00

EP digitale
1. It's Time – 4:00
2. It's Time (Passion Pit Remix) – 4:30
3. It's Time (Jailbreaks Remix) – 4:26
4. Round and Round – 3:17

## Formazione
- Dan Reynolds – voce
- Wayne Sermon – chitarra, mandolino, cori
- Ben Mckee – basso, cori
- Andrew Tolman – batteria, percussioni
- Brittany Tolman – tastiera, cori